# Keräsensaari (ö, lat 64,35, long 29,56)
Keräsensaari är en ö i Finland. Den ligger i sjön Iivantiira och Juttuajärvi och i kommunen Kuhmo i den ekonomiska regionen  Kehys-Kainuu  och landskapet Kajanaland, i den centrala delen av landet, 500 km nordost om huvudstaden Helsingfors. Öns area är 3,9 hektar och dess största längd är 0,6 kilometer i öst-västlig riktning.